# Neozoanthus tulearensis
Neozoanthus tulearensis är en korallart som beskrevs av Herberts 1972. Neozoanthus tulearensis ingår i släktet Neozoanthus och familjen Neozoanthidae. Inga underarter finns listade i Catalogue of Life.